# 後壁厝車站
後壁厝車站位於臺灣臺南市仁德區後壁里，是臺灣糖業股份有限公司關廟線的鐵路車站，於1948年10月10日通車，為通車初期7站之一。該車站為二等車站，原址在德糖路(原中正路二段330巷)與177縣道交界口附近，是關廟線最晚拆除的站房，於2006年6月23日拆除。

## 車站構造

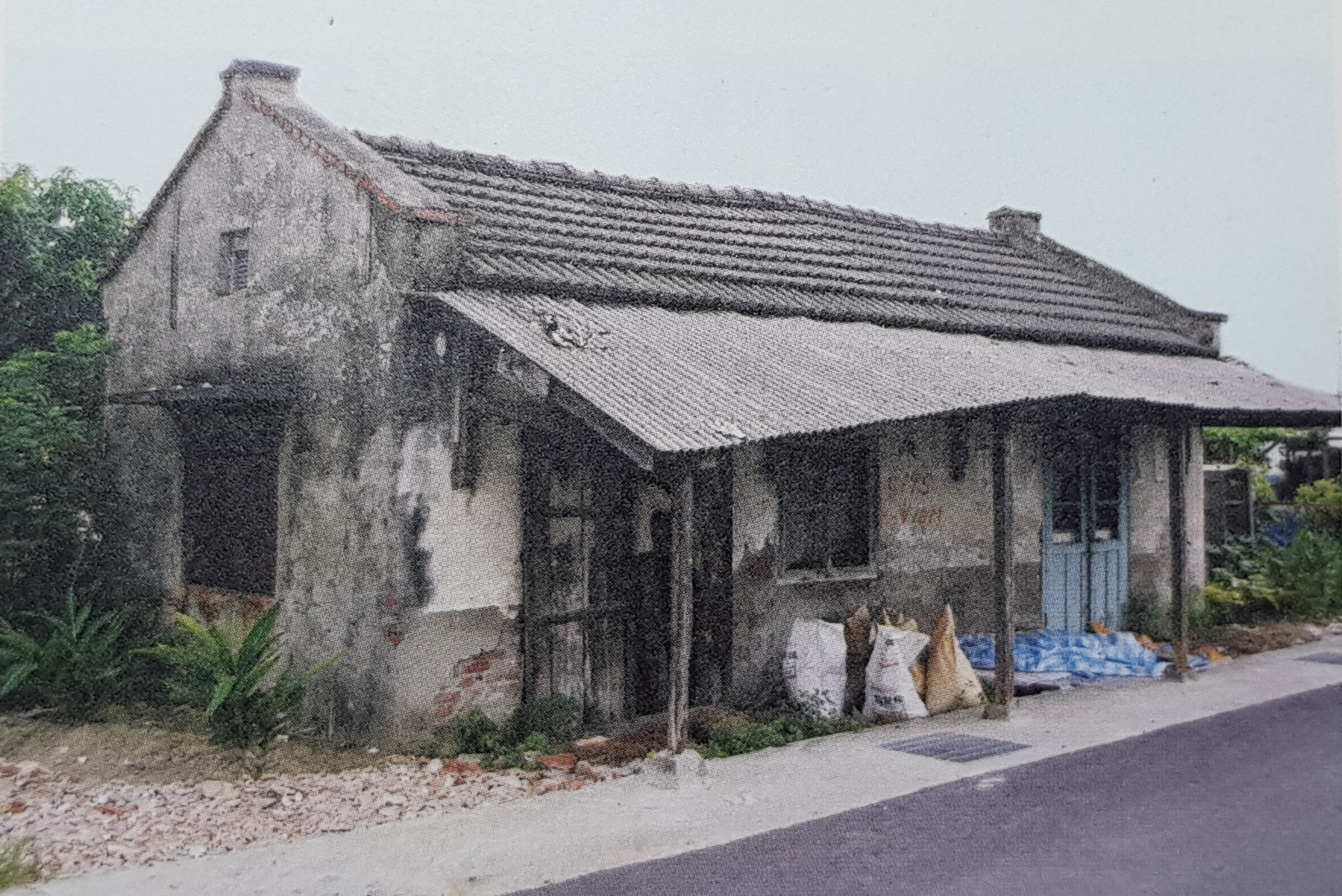
已拆除之後壁厝水泥站房

後壁厝站為一棟水泥建築，有售票口提供客運業務，並受理貨運託運。

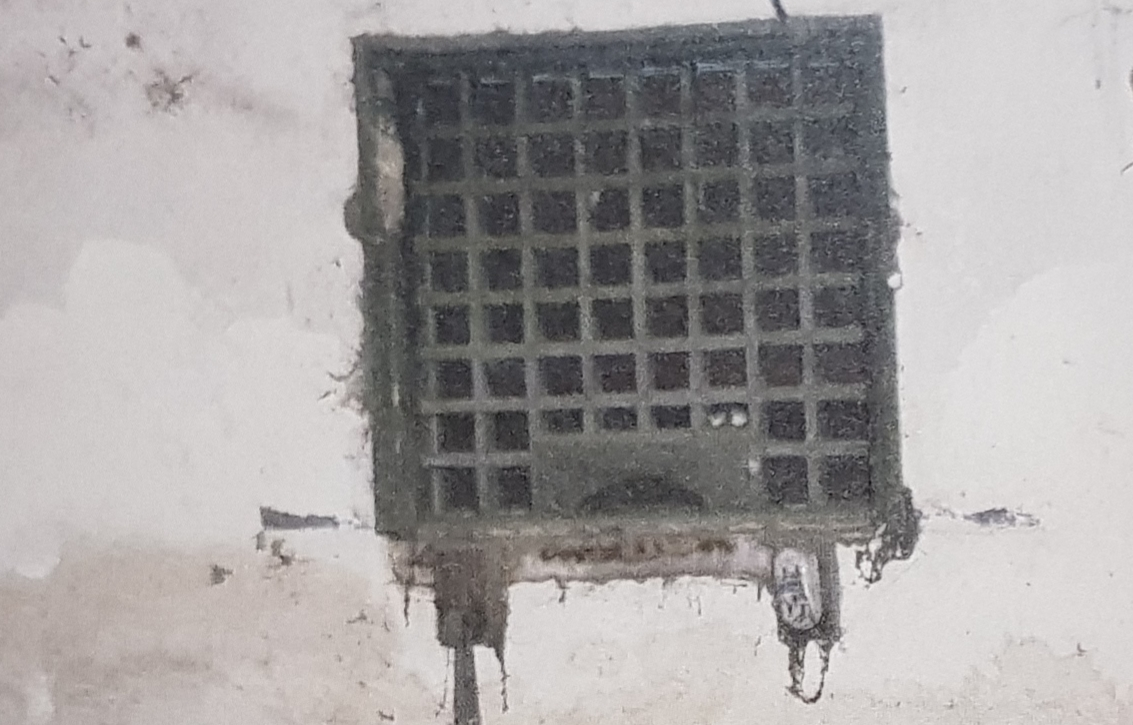
翻拍自南瀛鐵道誌第328頁

車站原本有一座磚造月台，已被水溝取代。後壁厝站旁還有兩座電器設備箱，作為控制中正路與民安路上的平交道之用。

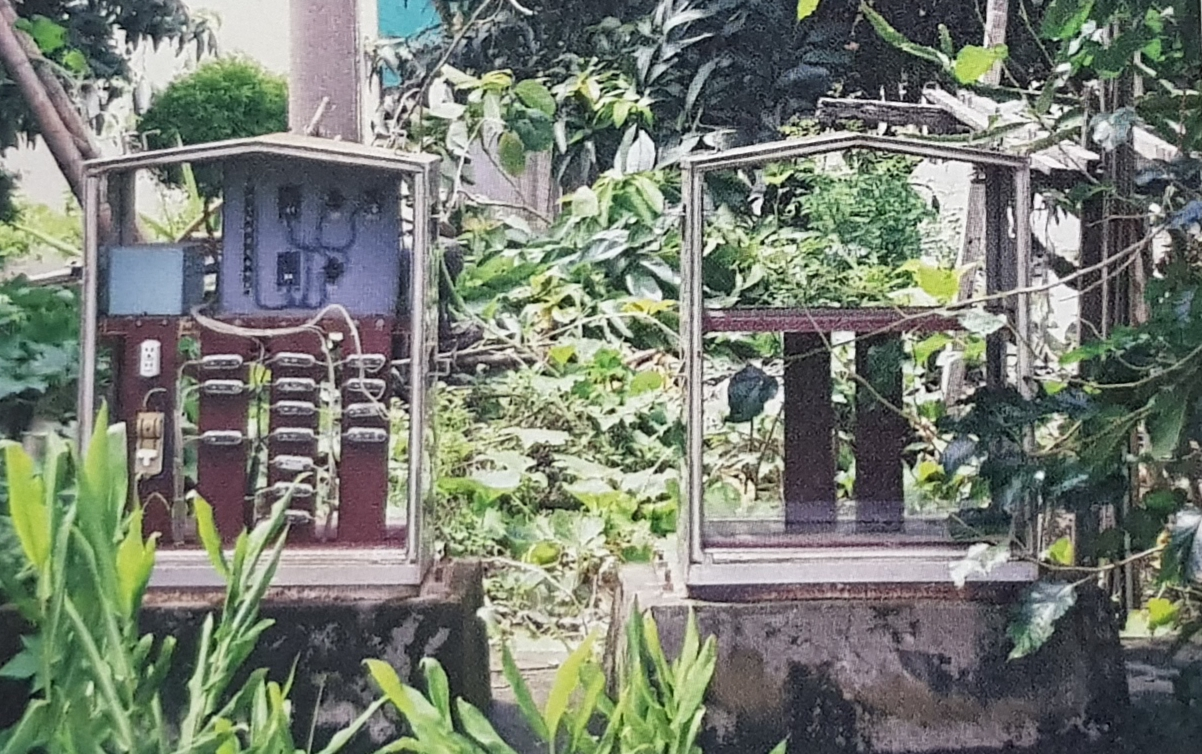
其中一座已被拔除的電器設備箱

## 外部連結
- 尋訪台灣第一條糖業鐵道營業線 後壁厝站老照片
- 台南行腳676-糖鐵關廟線探索(二)-仁德糖廠»仁德旗»後壁厝»新田旗»六甲»許厝(230623)